# Річани

Плем'я на карті

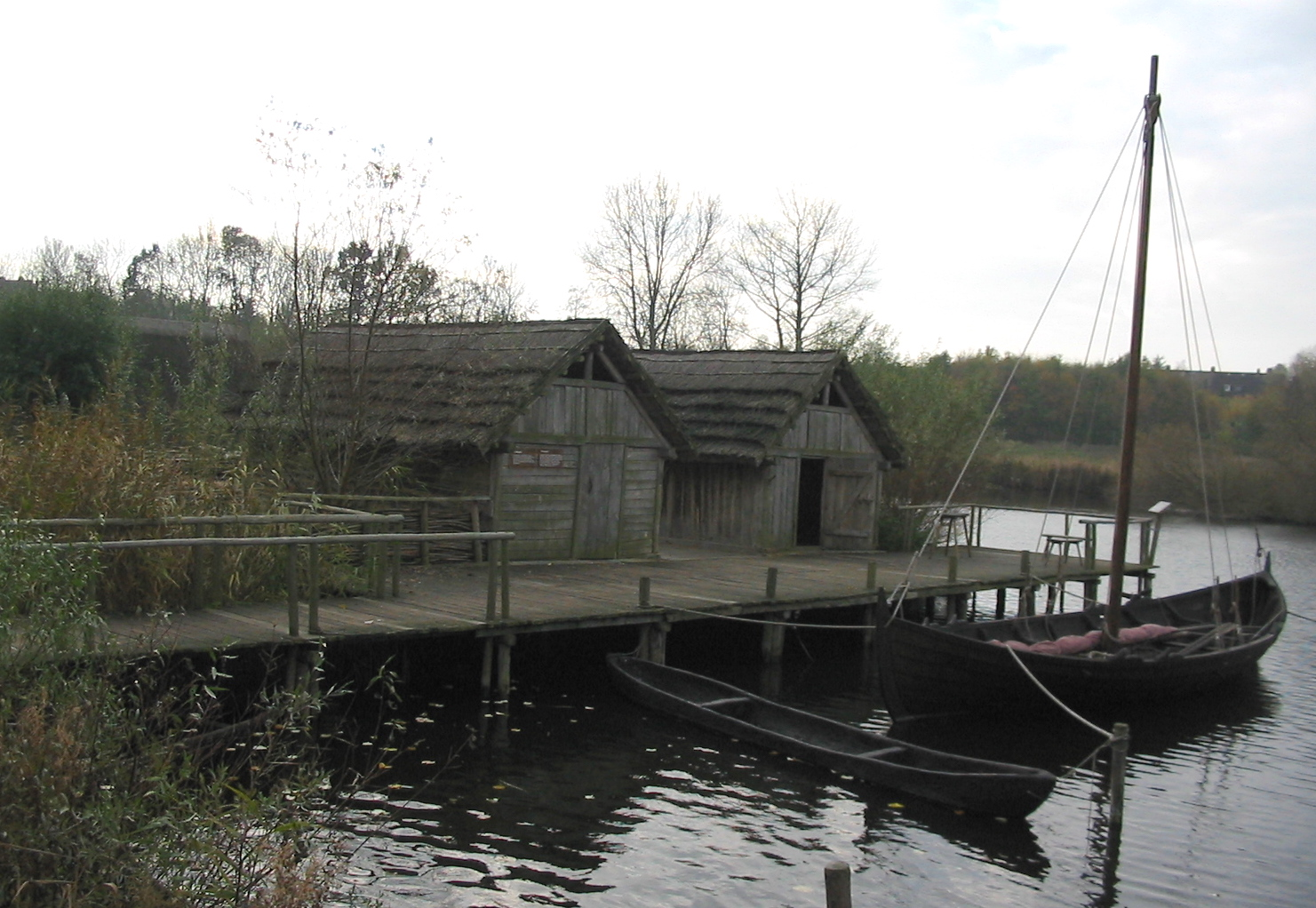
Реконструкція поселення річанів VIII–IX ст.

Річани, речани — середньовічне західнослов'янське плем'я серед групи полабських слов'ян, яке жило в верхів'ях річки Гавеля. Ймовірно, назва їх походить від слова «річка», і вони були в племінному союзі лютичів. Сусідили з великим племенем украни й дрібнішими племенами плотів, хориців, мезіречів, грозвінів, ванзлів і вострогів.